# Plánička (Číhaň)
Plánička je malá vesnice, část obce Číhaň v okrese Klatovy v Plzeňském kraji. Nachází se asi dva kilometry východně od Číhaně. Je zde evidováno 19 adres. V roce 2011 zde trvale žilo šest obyvatel.
Plánička je také název katastrálního území o rozloze 1,18 km².

## Historie
První písemná zmínka o vesnici pochází z roku 1385.

## Obyvatelstvo
| Rok            | 1869 | 1880 | 1890 | 1900 | 1910 | 1921 | 1930 | 1950 | 1961 | 1970 | 1980 | 1991 | 2001 | 2011 | 2021 |
| -------------- | ---- | ---- | ---- | ---- | ---- | ---- | ---- | ---- | ---- | ---- | ---- | ---- | ---- | ---- | ---- |
| Počet obyvatel | 92   | 115  | 112  | 105  | 93   | 97   | 88   | 59   | 47   | 35   | 18   | 13   | 7    | 6    | 6    |
| Počet domů     | 14   | 18   | 18   | 16   | 16   | 16   | 16   | 18   | 18   | 14   | 11   | 15   | 14   | 14   | 15   |

## Obecní správa
Při sčítání lidu v letech 1850–1979 Plánička byla osadou obce Číhaň v okrese Klatovy. Od 1. ledna 1980 do 23. listopadu 1990 byla částí města Plánice v okrese Klatovy. Od 24. listopadu 1990 je opět částí obce Číhaň v okrese Klatovy.

## Pamětihodnosti
- Vodní mlýn čp. 14 s movitým příslušenstvím

## Galerie

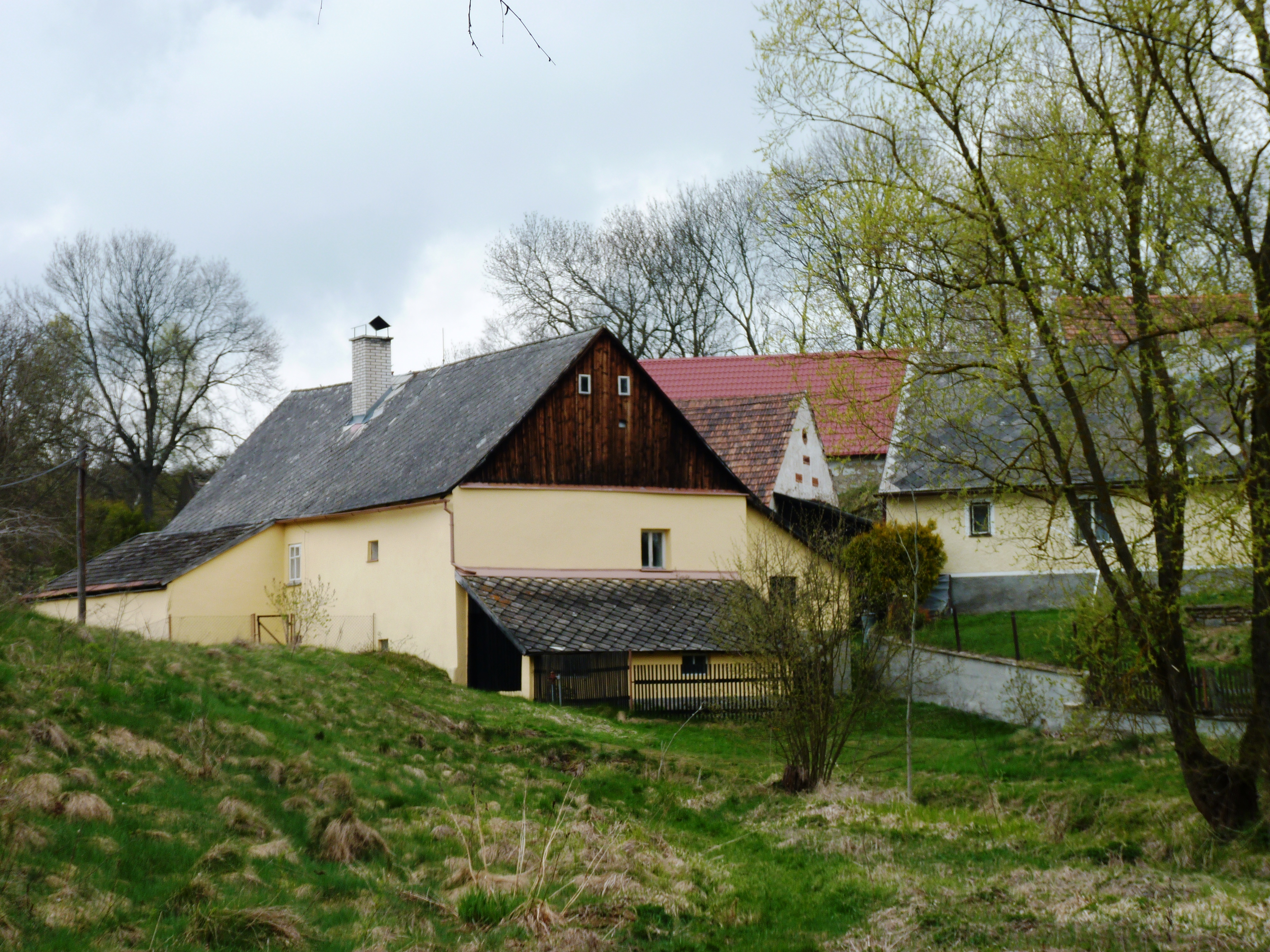
Mlýn
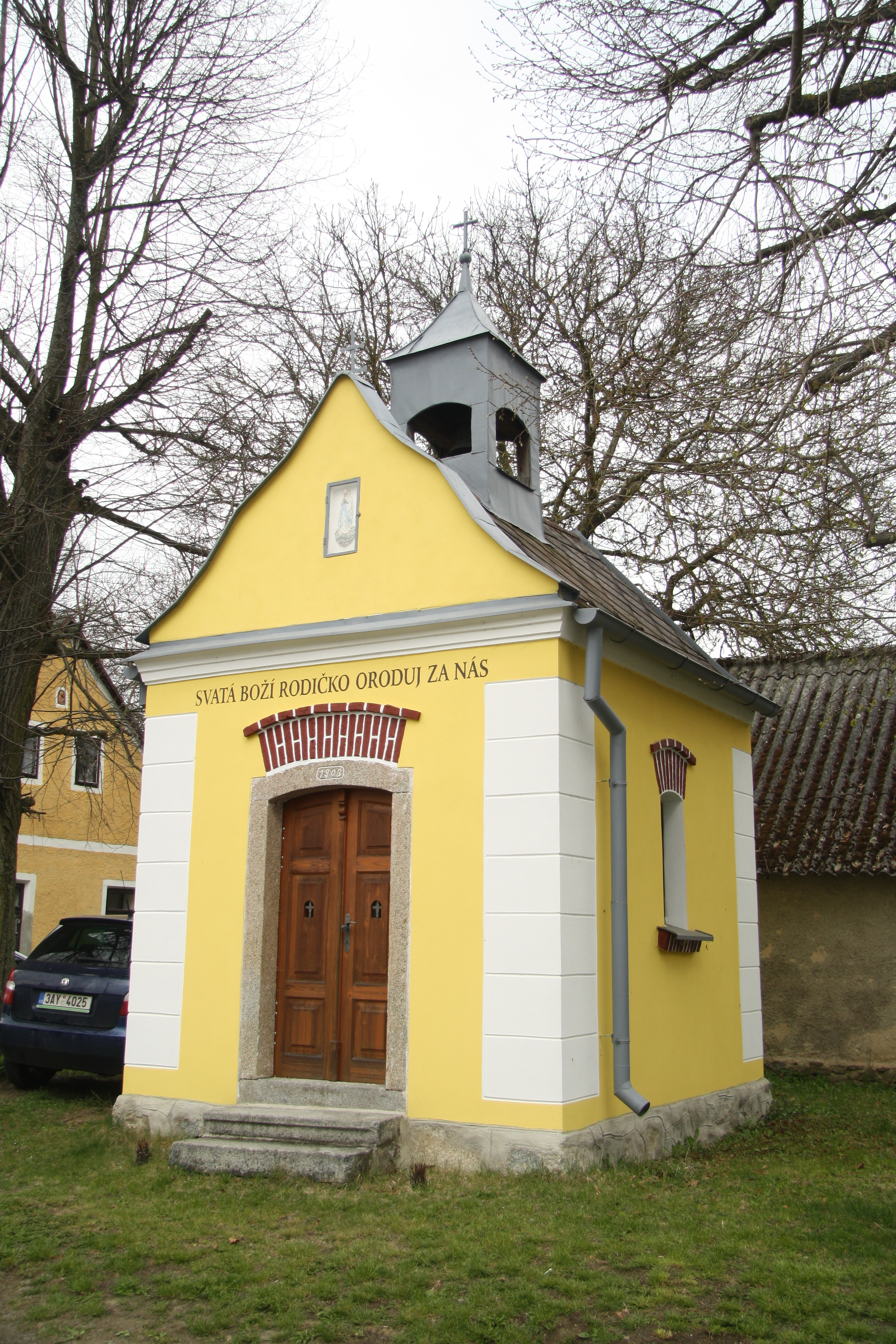
Kaplička
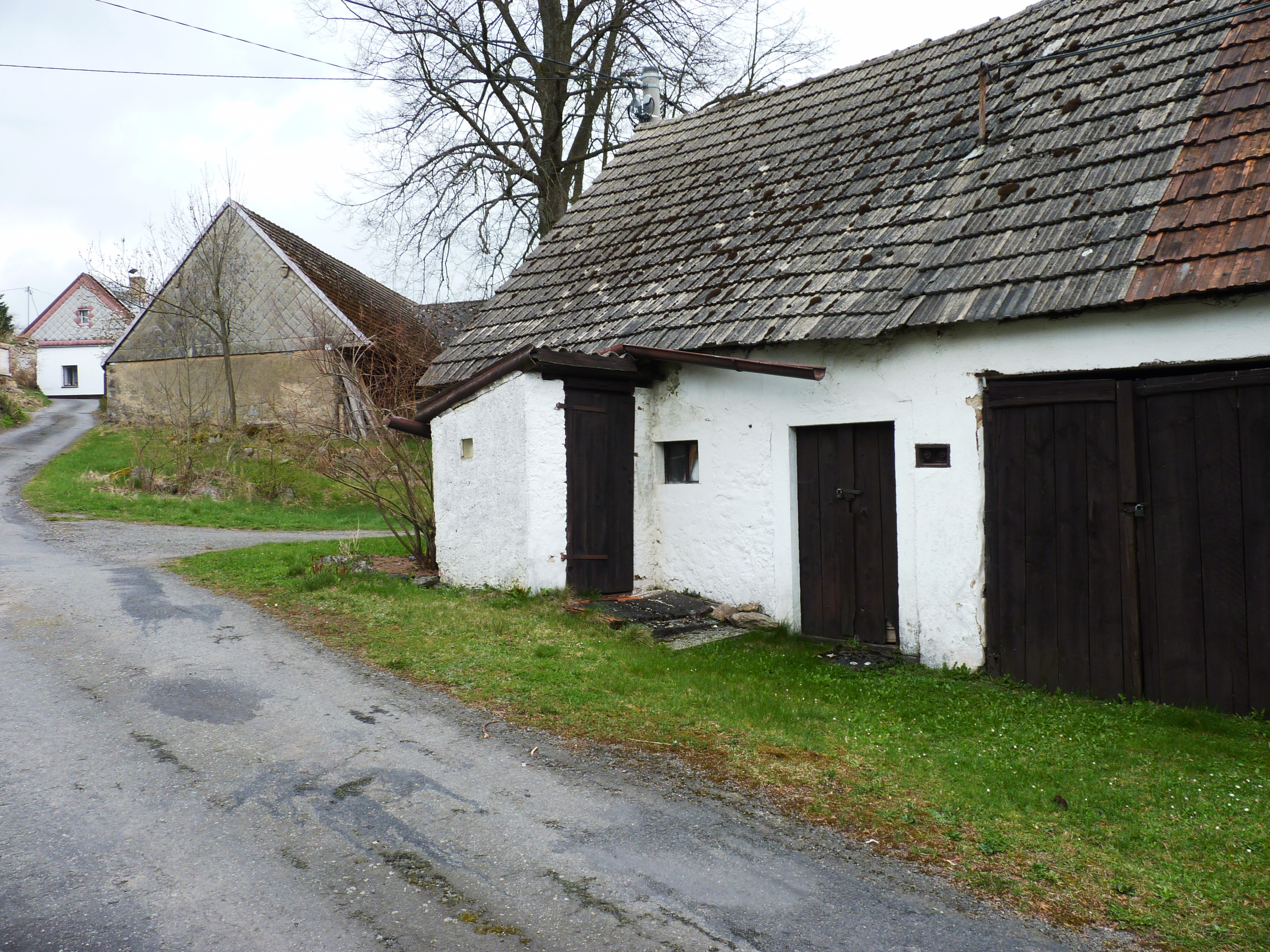
Hospodářská stavba